# Corral de la Solana
El Corral de la Solana és un antic corral, ara desaparegut, de l'antic terme ribagorçà de Benés, actualment pertanyents al terme municipal de Sarroca de Bellera, del Pallars Jussà.
Estava situat al costat mateix de la Pista de Cap del Terme, a la dreta del barranc de Sobarriu, al sud dels cims de Collada Roja i de Roca Espader, i a llevant del Boixiguer. És al nord-est de Buira i a l'est-sud-est de la Mola d'Amunt.